# Miami Seaquarium

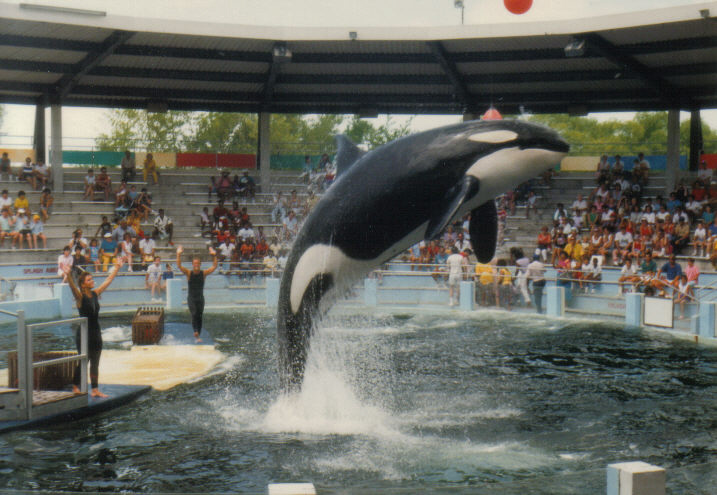
Lolita no Miami Seaquarium.

O Miami Seaquarium é um oceanário situado em Miami, no estado americano da Flórida. Localizado no bairro Virginia Key, o oceanário é acessível pela Rickenbacker Causeway. Com uma área de 38 acres, o Miami Seaquarium é gerido desde 2014 pela Palace Entertainment.
Além de mamíferos marinhos, o Miami Seaquarium abriga peixes, tubarões, tartarugas marinhas, aves, répteis e peixes-boi. Uma das principais atrações do oceanário é a Lolita, a mais antiga orca cativa do mundo e atualmente a única de todo o parque.
Foi inaugurado no dia 24 de setembro de 1955 durante uma cerimônia que contou a participação de milhares de espectadores. Na época, o Miami Seaquarium era considerado a maior atração de vida marinha do mundo. O oceanário, que custou ao todo US$ 2,3 milhões, levou 14 meses para ser construído.

## Pontos de interesse
O Miami Seaquarium é composto pelos seguintes pontos de interesse:
1. Reef Aquarium Presentation
2. Sea Trek Reef Encounter
3. Top Deck Dolphin Show
4. Golden Dome Sea Lion Show
5. Flipper Dolphin Show
6. Killer Whale & Dolphin Show
7. Tortuga Passage
8. Sea Lion & Seal Feeder Pool
9. Tropical Wings & Stingray Touchpool
10. Discovery Bay
11. Manatee Exhibit
12. Educational Center
13. Tropical Fish Aquariums
14. Event Party Tent
15. Birthday Party Area
16. Event Field West
17. Salty's Pirate Playground
18. Sharky's Sky Trail
19. Dolphin Harbor
20. Event Field East
21. Conservation Outpost
22. Penguin Isle